# محمد عاکف ارسوی
محمد عاکف ارسوی (به ترکی استانبولی: Mehmet Akif Ersoy) (۱۸۷۳، فاتح، استانبول - ۲۷ دسامبر ۱۹۳۶، استانبول) سرایندهٔ مارش استقلال شاعر و نویسنده مشهور ترک بود. او در اولین دوره مجلس ملی کبیر ترکیه (۱۹۲۰–۱۹۲۳) نماینده بوردور بود که در آن سال‌ها به تشویق حمدالله صبحی تانری‌اور وزیر آموزش وقت، مارش استقلال را سرود که به عنوان سرود ملی ترکیه انتخاب شد. او از طرفداران دموکراسی اسلامی و پان اسلامیسم بود.
یک دانشگاه در بوردور و یک کالج در پریزرن به افتخار وی نامگذاری شده‌است همچنین تصویر وی به همراه چهار بیت از مارش استقلال بر پشت اسکناس‌های ۱۰۰ لیر ترک از سال ۱۹۸۳ تا ۱۹۸۹ چاپ می‌شد.